# Хотів
Хо́тів — село в Україні, у Феодосіївській сільській громаді Обухівського району Київської області. До 17 липня 2020 року село належало до Києво-Святошинського району. Населення становить 4800 осіб.
Хотівській сільській раді до 2020 року були підпорядковані — с. Кременище (370 осіб, 128 садиб) та с. Круглик (330 осіб, 110 садиб). Територія Хотівської сільської ради становила 2432,7 га, з яких Хотів займав 768,7 га (68 вулиць), Кременище — 121,1 га (5 вулиць), Круглик — 50,2 га (6 вулиць). З 17 липня 2020 року входить до складу Феодосіївської сільської територіальної громади.

## Географія
Хотів безпосередньо межує з міською смугою на південно-західній околиці Києва (Голосіївський район, Феофанія).

### Ландшафт
Мальовнича горбисто-рівнинна територія Хотова, яка є частиною ландшафту Київського плато, порізана ярами і балками. На угіддях — родючі суглинкові сіроземи, а також дерново-підзолисті та супіщані ґрунти. Місцями до села підходить мішаний ліс (дуб, граб, береза, сосна).

### Гідрографія
Хотів поділяється на дві частини малою річкою, яка на сучасних картах позначена як Струмок Віта, щоб не дублювати назву головної річки. Давніші назви — річка Хотівка або Донашка (за Л. Похилевичем), Хотівська (за Д. П. де ля Флізом). Її довжина 12,6 км, впадає біля Пирогова у річку Віта, праву притоку Дніпра. Є два ставки.

## Населення
За даними всеукраїнського перепису населення 2001 року у селі мешкало 4737 осіб. Населення села на 1 січня 2006 року становило 4800 осіб.
Мова
Розподіл населення за рідною мовою за даними перепису 2001 року був наступним:
| українська | 4570 | 96,47 |
| російська  | 137  | 2,89  |
| білоруська | 7    | 0,15  |
| вірменська | 12   | 0,25  |
| польська   | 2    | 0,04  |
| інші       | 9    | 0,20  |

## Історія

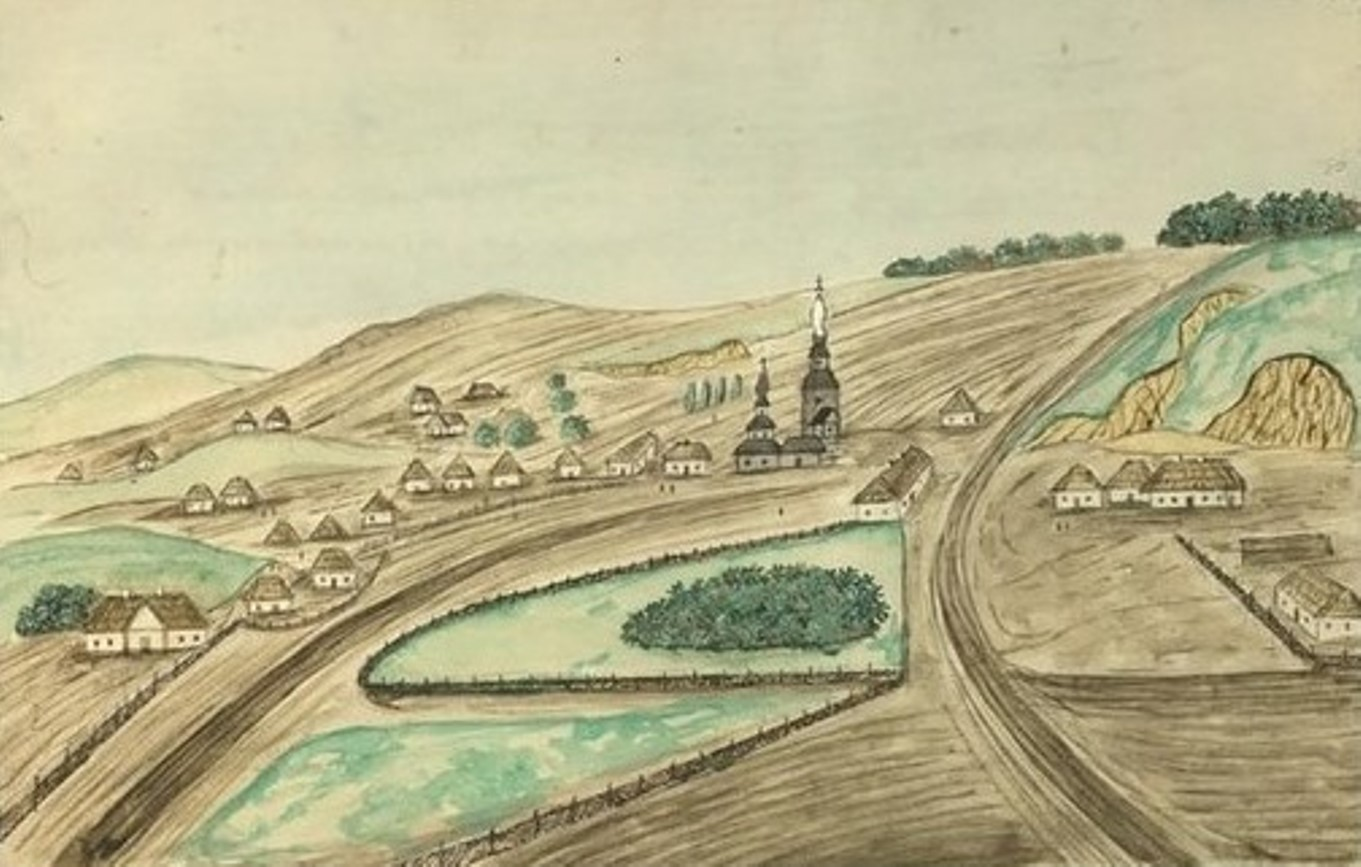
Де ля Фліз. Хотів (1854)

Перша задокументована згадка про село Хотів датується 1465 роком, тому його прийнято вважати за дату заснування села.
З кінця XVI століття Хотів належав Києво-Печерській лаврі. У 1572 році урочище Хотів було зафіксоване як власність Феодосіївської церкви, яка належала до Києво-Печерського монастиря, королівським ревізором зем'янином Семеном Тріскою. У 1587 році архімандрит цього монастиря Мелетій Хребтович Богуринський позивався на княгиню Настасью Воронецьку за наїзд на «манастирський ґрунт Хотів». Сторони досягли домовленості про обмін ґрунтами під час з'ясування взаємних претензій на Хотів, але її виконання затяглося до 1589 року. 1628 року помісною грамотою архімандрита Хотів було віддано Самуїлу Володкевичу у пожиттєве володіння. З 1682 року він знову значиться серед маєтків обителі.
Відомо, що через село проходив Богдан Хмельницький, який видав тут указ для свого війська в 1652 р. У XIX ст. Хотів став адміністративним волосним центром Хотівської волості Київського повіту Київської губернії (наприклад у 1864 р. до волості входили села: Хотів, Пирогів, Лісники, Ходосівка, Гвоздів, Підгірці та Креничі). Хотівську волость скасовано у 1924 році.
У ЦДІАК України зберігаються метричні книги, клірові відомості, сповідні розписи церкви св. Костянтина і Єлени (Царекостянтинівської) с. Хотів (з приписним хутором Феофанія) Київської сотні Київського полку (XVIII ст.);  з 1781 р. - Київського повіту Київського намісництва; з 1797 р. - Київського повіту Київської губернії; ХІХ ст. — Хотівської волості Київського повіту Київської губернії.

## Городище
Поселення на території сучасного села існувало ще в VI столітті до н. е. Це Хотівське городище скіфських часів, розташоване на високому плато між Хотовом і  Феофанією — найпівнічніше зі скіфських городищ України. Верхівка плато площею 31 га була обнесена земляним валом, схили укріплені ескарпом, а вздовж підніжжя проходив рів. Вал ще й досі зберігся на західному, східному і в окремих місцях південного краю плато. На східному та західному схилах добре видно і ескарп, під яким розташована тераса зі стежкою. За народним переказом, який записав Лаврентій Похилевич, у давнину на городищі було місто з замком якогось князя Сірака (Сіряка, Серяка). Околиці городища дотепер називають Серякове урочище.
Хотівське городище має статус пам'ятки археології національного (спочатку республіканського) значення з 1965 року. В 2007 році більшу частину городища вивели з-під охорони, а в 2009 на ньому почалося будівництво маєтку бізнесмена Юрія Косюка. Воно знищило північну частину городища, одну з найбагатших залишками давніх споруд і оточену найвищою ділянкою оборонного валу. Пізніше роботи почалися в південній та східній частинах, які в генплані Хотова теж заплановані до забудови. Зокрема, був засипаний давній східний в'їзд. На півдні городища, згідно генплану, намічено прокладення вулиці Паркової .
Через заплаву струмка Стратівка на відстані 1,5 км розташовані залишки валів, можливо, іншого давнього городища.

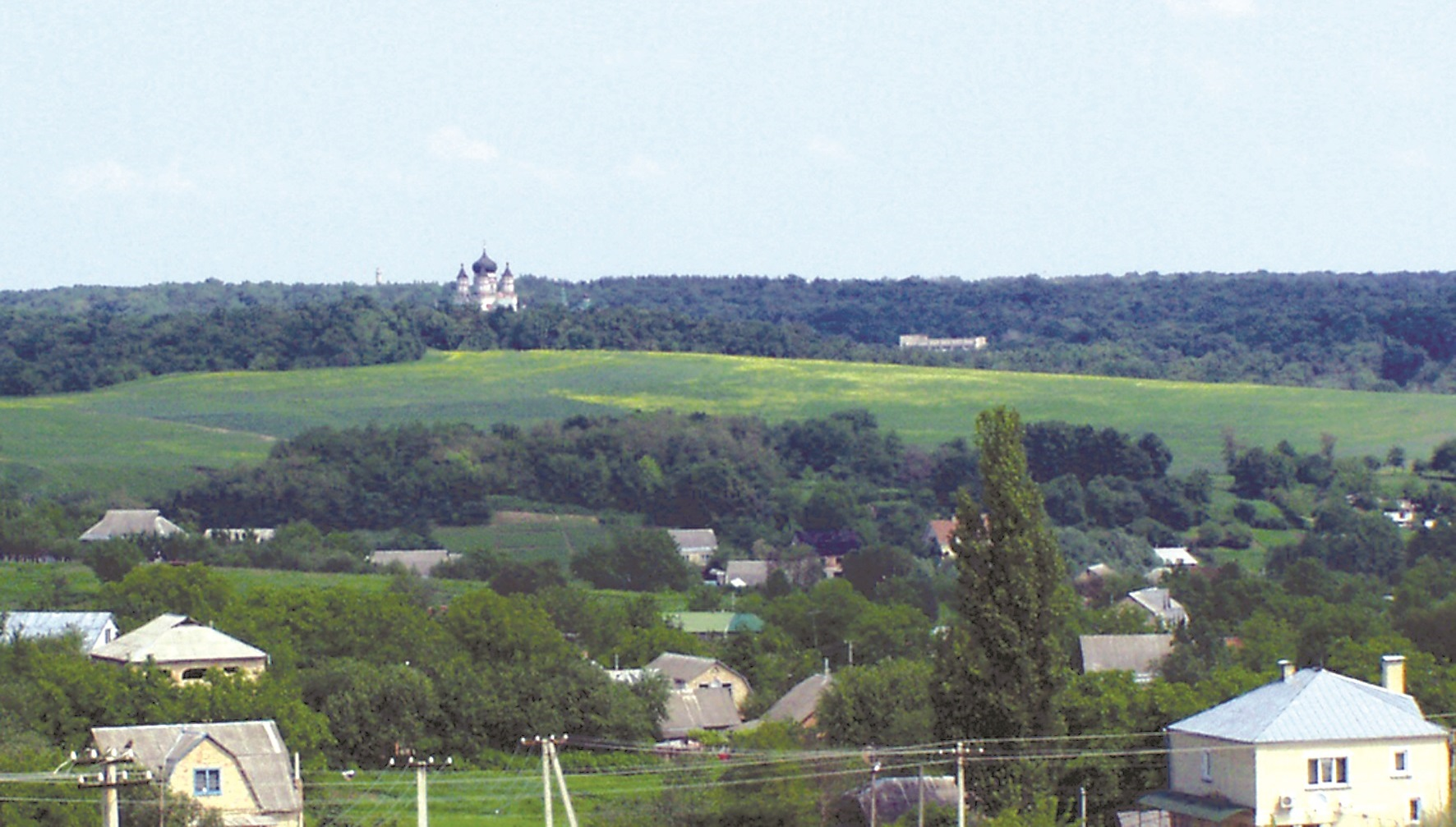
Хотівське городище у 2008 році.
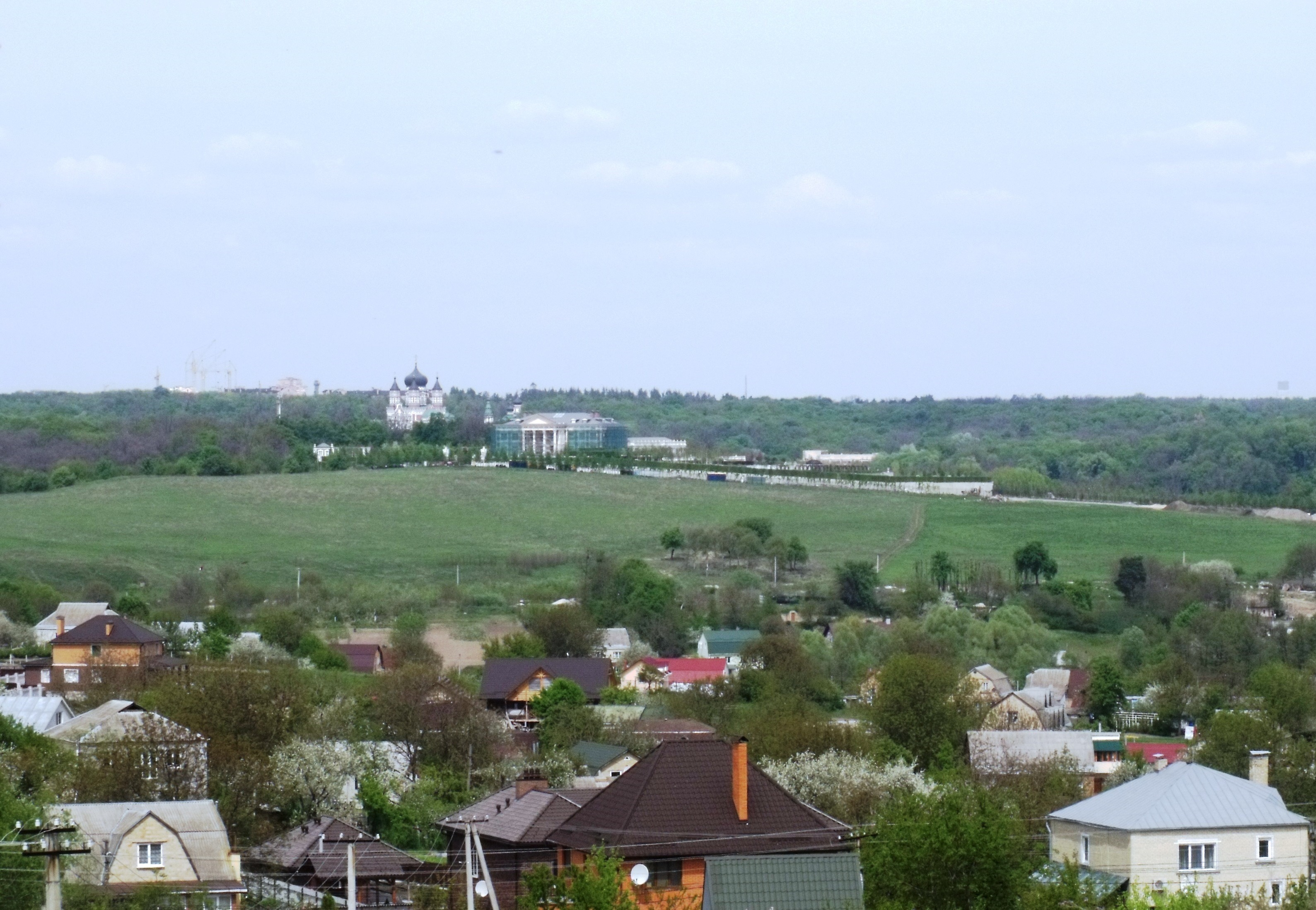
Хотівське городище у 2016 році.
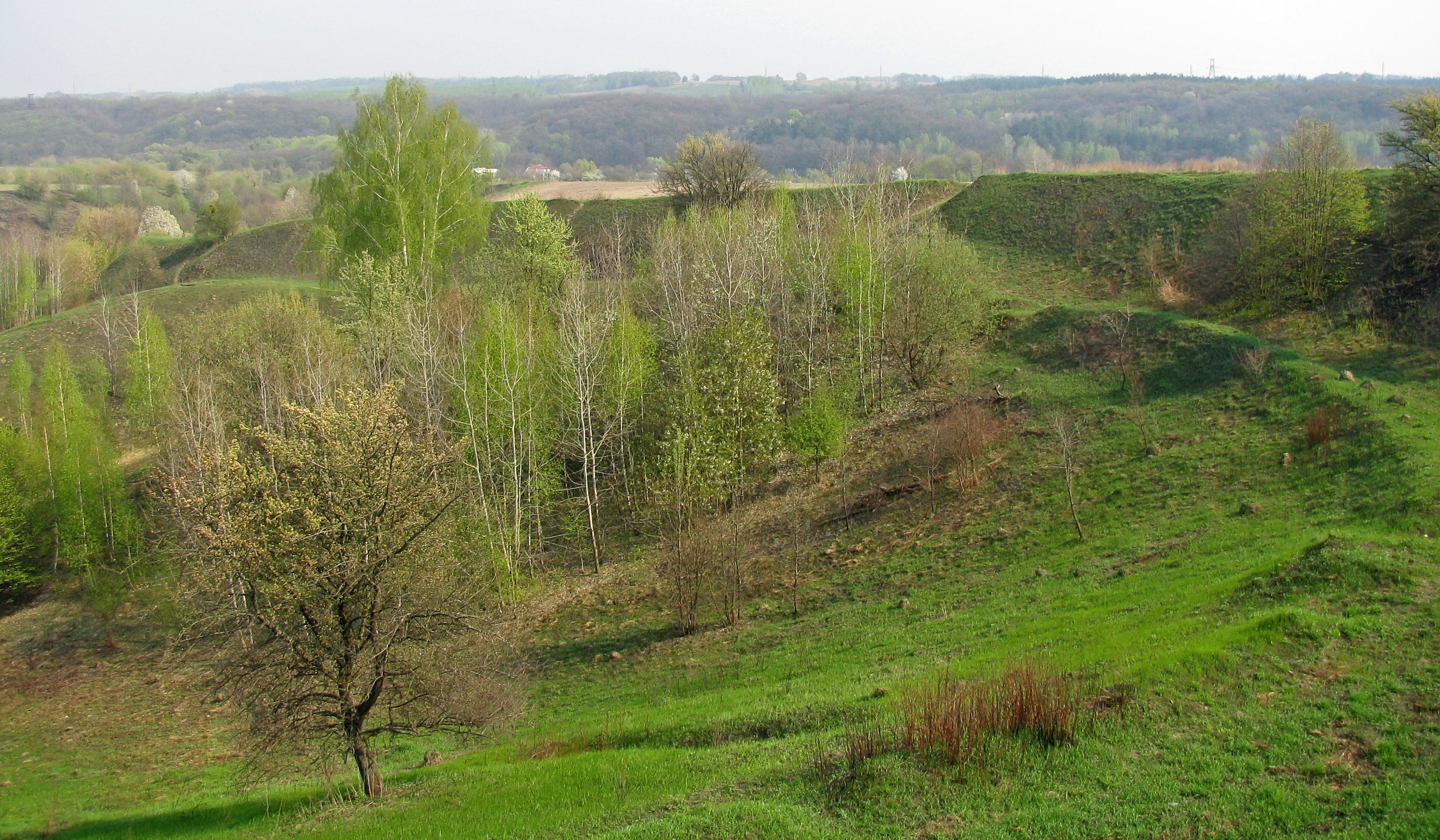
Край Хотівського городища. На задньому плані видно вал, а під ним праворуч — зовнішній край рову. Фото 2009 р. (наступного року ця частина городища була знищена будівництвом маєтку).
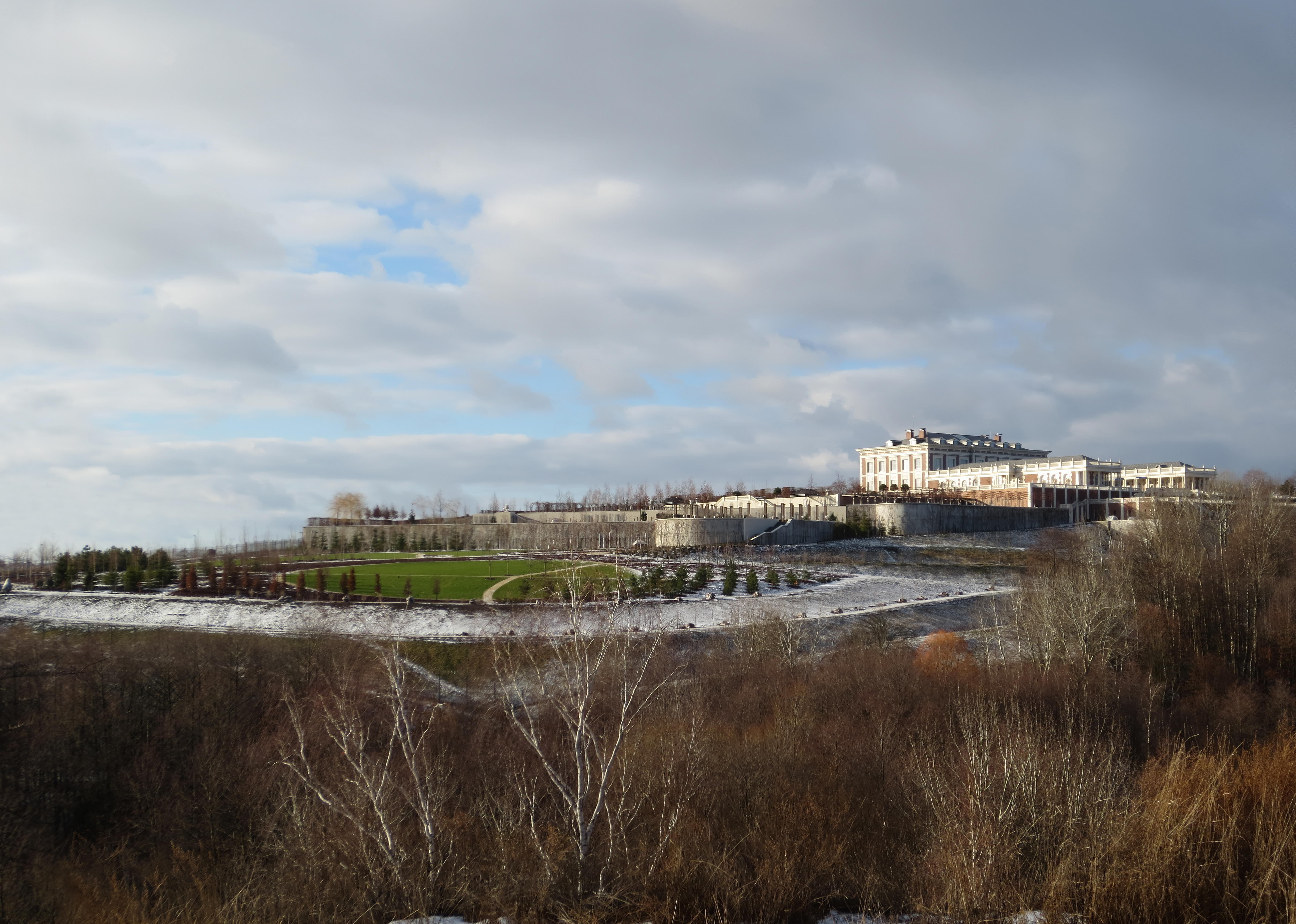
Маєток Юрія Косюка на Хотівському городищі.

## Відомі люди
Народилися
- Адамович Дарина Андріївна (1931—2008) — ланкова радгоспу «Хотівський» Києво-Святошинського району Київської області, Герой Соціалістичної Праці.
- Барбара Валентин Петрович — український правник, заступник Голови Верховного Суду України — секретар Судової палати у господарських справах, заслужений юрист України, кандидат юридичних наук.
- Данілов Володимир Георгійович (1969—2016) — старший сержант Збройних сил України, учасник російсько-української війни.
- Масарик Василь Степанович — український кінорежисер.
- Хільчевський Валентин Кирилович (23 грудня 1953) — український вчений-гідролог-гідроеколог, доктор географічних наук, професор, заслужений діяч науки і техніки України, почесний працівник гідрометслужби України, лауреат Державної премії України в галузі науки і техніки.

Мешкали, перебували
- Левко Лук'яненко — український політичний та громадський діяч, дисидент. Співзасновник Української Гельсінської спілки. Політик та громадський діяч, народний депутат України. Герой України. Письменник. Один з авторів «Акта проголошення незалежності України». Лауреат Національної премії імені Тараса Шевченка 2016 року.

## Галерея

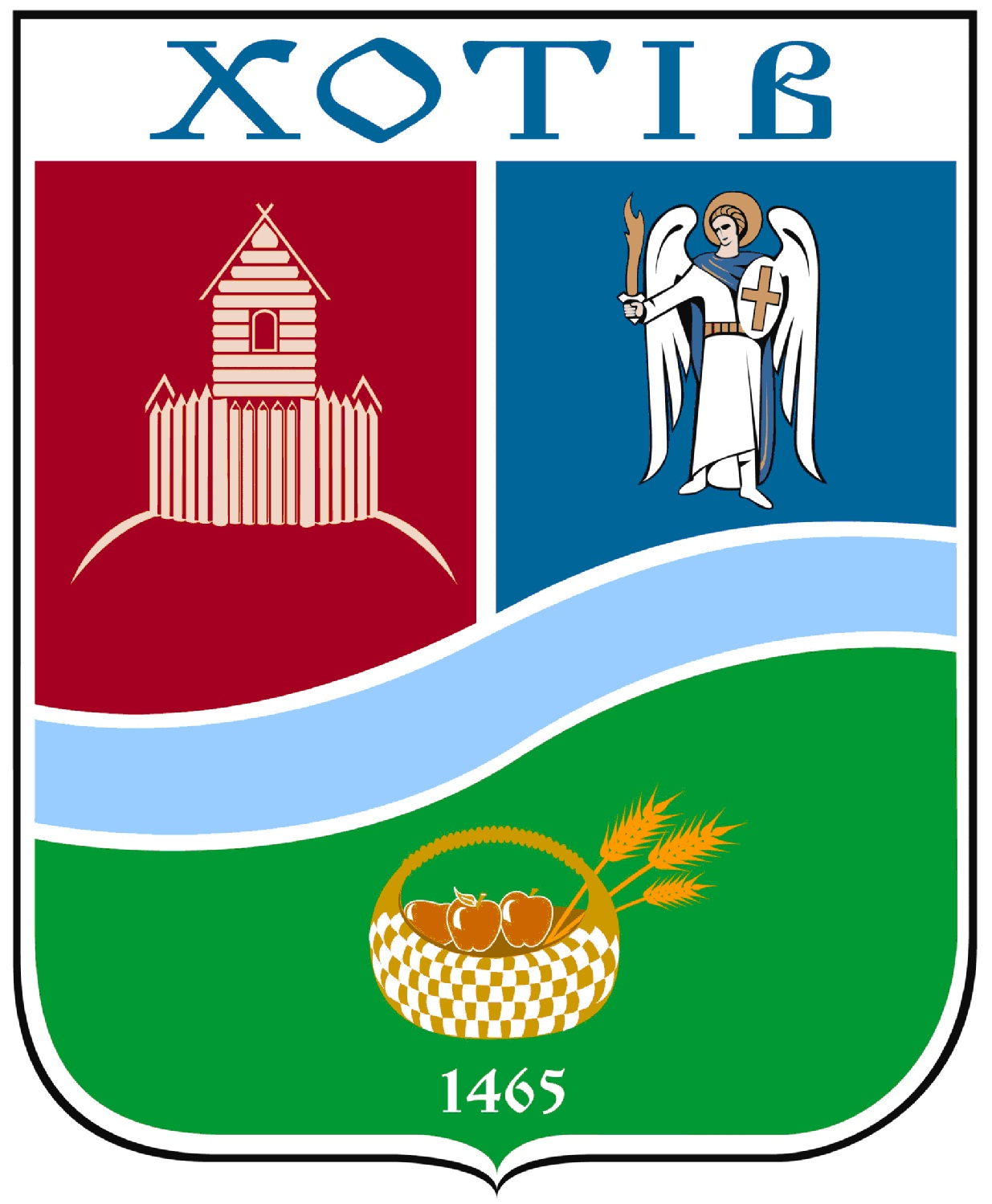
Герб с. Хотів, затверджений 2006 р. (автори: М. Г. Безпечний, В. К. Хільчевський)
Герб с. Хотів (формат Українського геральдичного товариства, 2012 р.)
Хотівський навчально-виховний комплекс (НВК) - школа-гімназія, 2008 р.
Хотівський НВК (споруда 1964 р., реконструкція 2008 р.)
Церква у Хотові, споруджено 2006 р. (УПЦ Московського патріархату)
Пам'яті жертв Голодомору 1932-1933 рр. (споруджено 2008 року)
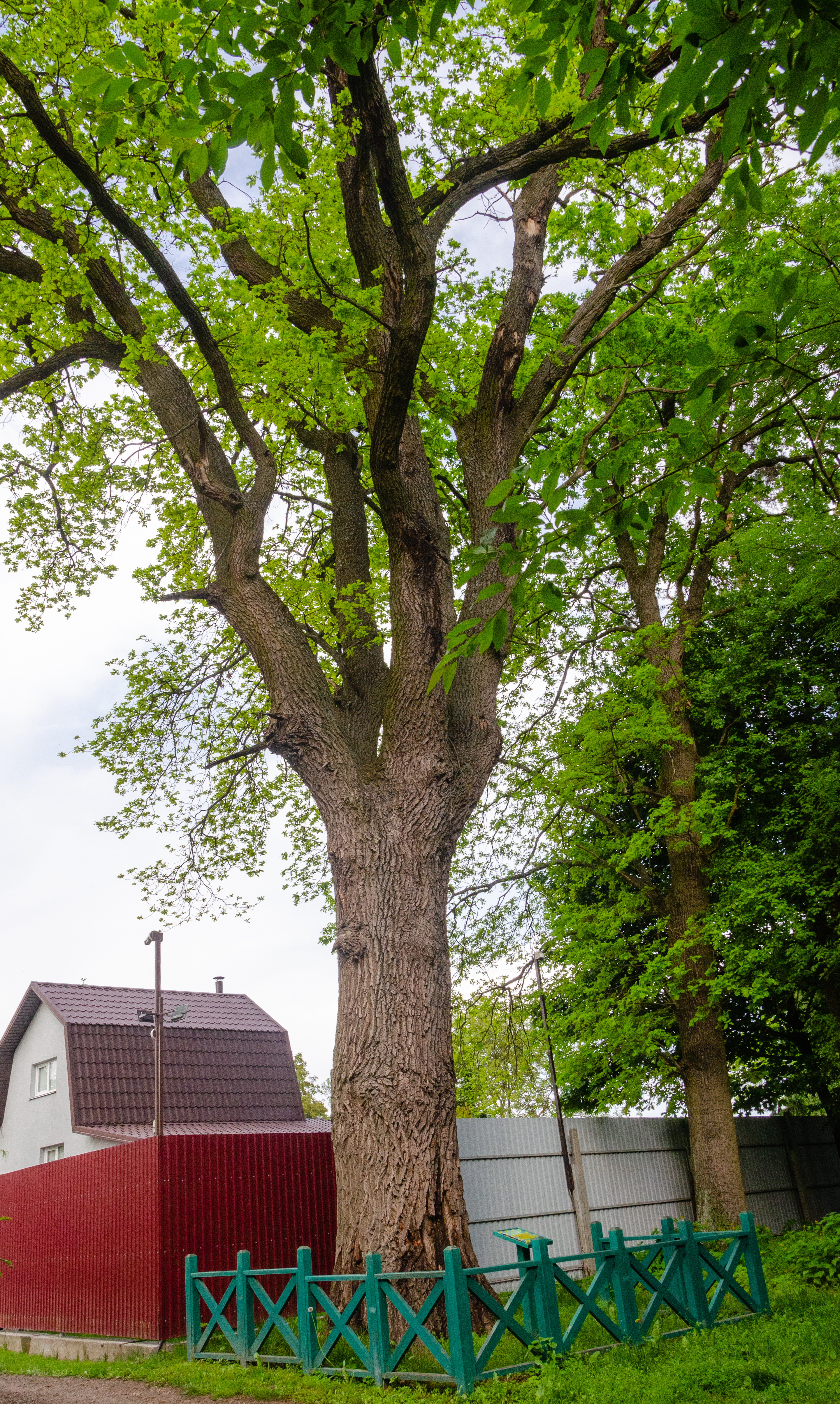
Вітяно-Трипільський дуб, поблизу с. Хотів

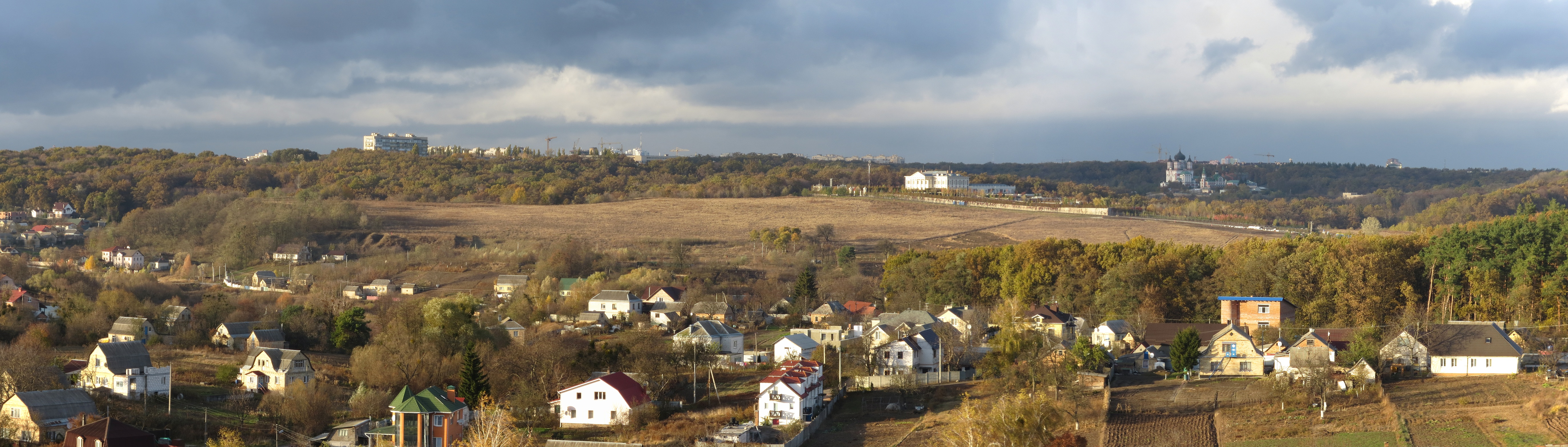
Панорама Хотова. На середньому плані — Хотівське городище.